# Achalcus cyanocephalus
Achalcus cyanocephalus är en tvåvingeart som beskrevs av Marc Pollet 2005. Achalcus cyanocephalus ingår i släktet Achalcus och familjen styltflugor.
Artens utbredningsområde är Colombia. Inga underarter finns listade i Catalogue of Life.